# Кошта Жуниор, Адалберту
Адалберту да Кошта Жуниор (порт. Adalberto da Costa Júnior; 8 мая 1962, Шинженже, Португальская Ангола) — ангольский политик и дипломат, депутат Национальной ассамблеи, с 2019 — третий председатель (президент) оппозиционной партии УНИТА.

## Происхождение и образование
Родился в семье участников антиколониального движения смешанного расового происхождения. (Селение Шинженже, ныне город в провинции Уамбо, в то время относилось к провинции Бенгела.) Отец и старший брат Адалберту были активистами УНИТА, сторонниками Жонаша Савимби. Семейное воспитание было проникнуто соответствующим мировоззрением. С детства Адалберту был лично знаком с Савимби, в 1975 тринадцатилетним примкнул к УНИТА и навсегда сохранил полученный тогда партбилет.
После прихода к власти МПЛА и провозглашения независимости несколько членов семьи были репрессированы ДИСА за принадлежность к УНИТА. 27 мая 1977 пятнадцатилетний Адалберту Кошта Жуниор стал свидетелем расстрела сотен людей, подозреваемых во «фракционерстве».
В 1978 Адалберту Кошта Жуниор перебрался в Португалию. Окончил Высший инженерный институт Порту по электротехнической специальности, затем Папский Григорианский университет по курсу социальной этики. Из-за длительного пребывания в Европе получил в УНИТА прозвище «Португалец».

## Дипломат и депутат
С 1980 Алалберту Кошта Жуниор — руководитель представитель молодёжной организации УНИТА в Порту. С 1991 по 1996 представлял УНИТА в Португалии. В 1996—2002 — представитель УНИТА в Испании, Италии и Ватикане.
После гибели Жонаша Савимби и легализации УНИТА Адалберту Кошта Жуниор вернулся в Анголу. Занимал видные партийные посты. В 2003 — секретарь провинциальной парторганизации в Луанде. Затем до 2008 — секретарь УНИТА по коммуникациям. В 2009—2011 — секретарь УНИТА по делам старших поколений.
Избравшись в парламент Анголы, с 2012 Адалберту Кошта Жуниор стал первым заместителем председателя парламентской фракции УНИТА. С 2015 — председатель фракции. Сохранил пост после выборов 2017, значительно увеличивших парламентское представительство УНИТА.
Адалберту Кошта Жуниор проводил общепартийный курс под руководством Исайаша Самакувы. Критиковал президента Жозе Эдуарду душ Сантуша, возглавлял антикоррупционную кампанию УНИТА.

## Третий лидер УНИТА

### Избрание
В ноябре 2019 XIII съезд УНИТА избирал новое руководство партии. На пост председателя (президента) УНИТА претендовали пять кандидатов: Адалберту Кошта Жуниор, повстанческий генерал Абилио Камалата Нума, начальник партийной пресс-службы Алсидеш Сакала, депутаты Раул Данда и Жозе Катшиунго.
Адалберту Кошта Жуниор заручился поддержкой крупнейших партийных авторитетов — соратников Жонаша Савимби. На его стороне выступили основатели Эрнесту Мулату и Жозе Самуэл Шивале, командующий ФАЛА времён гражданской войны Демостенеш Амос Шилингутила, начальник партийной секьюрити Адриано Абел Сапинала. Горячо поддерживала Кошта Жуниора дочь Савимби — мулатка Луяна Жинга Сакайта Савимби, подчёркивавшая, что её отец был чужд расизму и не делил ангольцев по цвету кожи.
При голосовании 15 ноября 2019 за Кошта Жуниора проголосовали 594 делегата — свыше 53 % (422 делегата голосовали за Сакалу, 68 — за Камалату Нуму, 17 — за Данду, 10 — за Катшиунго). Таком образом, 15 ноября 2019 Адалберту Кошта Жуниор стал третьим президентом (председателем) УНИТА. Соперники заявили о готовности работать с новым председателем. Его избрание было с энтузиазмом встречено в рядах УНИТА.
Комментаторы расценили смену руководства УНИТА как следствие ухода Жозе Эдуарду душ Сантуша с поста главы государства. Оппозиционная политика Исайаша Самакувы строилась именно на критике душ Сантуша, прежде всего на разоблачении его клановой коррупции и авторитарного правления. Новый президент Анголы Жуан Лоренсу сам повёл антикоррупционную кампанию и заговорил о демократизации политической системы. Президент Лоренсу направил Кошта Жуниору поздравление с избранием.
В начале 2021, Конституционный суд Анголы аннулировал решение XIII съезда УНИТА об избрании председателем Адалберту Кошта Жуниора. Основанием послужили внезапно обнаруженные формально-процедурные несоответствия: на момент избрания Кошта Жуниор имел двойное — ангольское и португальское — гражданство. Оппозиция восприняла это как акт административно-политического давления. Адриано Абел Сапинала, возглавляющий парторганизацию УНИТА в Бенгеле, пообещал вывести на улицы тысячи активистов. Он отметил при этом, что враждебность властей к Кошта Жуниору — лучшая для него характеристика.
XIII съезд пришлось повторить в декабре 2021. Председателем (президентом) УНИТА вновь избран Адалберту Кошта Жуниор. На этот раз решение было признано. 31 марта 2022 Адалберту Кошта Жуниор, наряду с Ними Йя Симби (президент ФНЛА) и Жорже Валентином (ветеран УНИТА и Обновлённой УНИТА), получил статус советника президента Анголы.

### Позиция
В своём первом выступлении в качестве президента партии Адалберту Кошта Жуниор назвал ближайшей задачей достижение успеха на муниципальных выборах 2020. Он подчеркнул приверженность демократическим ценностям УНИТА и призвал совместно восстановить достоинство ангольцев на парламентских выборах 2022 года. Особо важной проблемой Анголы считает противостояние политическим репрессиям, требует освобождения политзаключённых. Кошта Жуниор выступает за реформу ангольской конституции и департизацию государственного аппарата — прекращение прямого вмешательства МПЛА в управление страной. Эти направления он считает главными в предстоящей «борьбе будущего».
В своих последующих выступлениях Адалберту Кошта Жуниор заявлял, что проблемы современной Анголы нельзя в полной мере относить на счёт многолетнего правления душ Сантуша — ответственность за них разделяют и нынешние власти во главе с Лоренсу. Он задал риторический вопрос: «Откажутся ли они от своих огромных капиталов, созданных при душ Сантуше и его семействе?» Кошта Жуниор говорит о готовности УНИТА принять на себя историческую ответственность за судьбу Анголы, в частности, о необходимости пересмотреть отношения в Португалией, которые «были выгодны только правителям». Жёсткий стиль выступлений Кошта Жуниора быстро снискал ему популярность, особенно среди молодёжи.
Политическое противостояние в Анголе резко обострилось в начале 2020-х годов, на фоне усугубления экономических трудностей, ужесточения социальных конфликтов, силового подавления протестов. В середине 2021 Адалберту Кошта Жуниор характеризовал положение в стране как «катастрофу и руины». В декабре 2021 и марте 2022 произошли столкновения в Бенгеле: полиция атаковала демонстрации УНИТА, один активист был убит, несколько человек обвинены в подготовке вооружённых беспорядков.
Дополнительный фактор обострения создало Вторжение России на Украину (2022). Официальные власти Анголы во главе с Лоренсу заняли «нейтральную» позицию, воздержавшись на Генеральной Ассамблее ООН при голосовании по резолюции, осуждающей вторжение. Партия УНИТА во главе с Кошта Жуниором решительно поддержала Украину в конфликте с РФ, парламентская фракция приняла соответствующее заявление.

### Выборы
24 августа 2022 в Анголе состоялись выборы. Адалберту Кошта Жуниор во главе УНИТА претендовал на президентский пост (по ангольской Конституции главой государства становится лидер партии, победившей на выборах в Национальную ассамблею. В своей программе он предлагал либерализацию экономики и демократизацию политической системы, в том числе сокращение президентских полномочий в пользу парламента и самоуправления. Под руководством Кошта Жуниора УНИТА добилась наиболее высокого результата за предшествующую электоральную историю партии — 44 % избирателей (в столице более 60 %).
Оппозиция не признала объявленные результаты выборов, посчитав их сфальсифицированными. 26 августа 2022 Адалберту Кошта Жуниор от имени партии объявил о непризнании, ссылаясь на противоположные данные параллельного подсчёта, проведённого УНИТА.

## Личная жизнь
Адалберту Кошта Жуниор женат, имеет троих детей. Увлекается музыкой семба. Отмечает, что занятия политикой оставляют мало времени на семью и хобби.